# اکسیندول
اکسیندول (انگلیسی: Oxindole) یک ترکیب آلی آروماتیک ناجورحلقه است.

## ترکیبات آروماتیک مرتبط
- ایندولین
- ایندول
- ایندن
- بنزوفوران
- ایزوایندولین
- بتا-کربولین
- ایزاتین
- متیل‌ایندول
- کربازول
- پیرول
- اسکاتول
- بنزن